# 器官移植伦理争议
在生物伦理学中，器官移植伦理争议是指对器官移植这个手术的各种争议，例如包括器官来源的合法性和公正分配的伦理争议。

## 器官来源
在和器官移植相关的争议中，对象为活人时的器官摘除是最热的议题之一。世界卫生组织主张移植增进人类健康，但是器官移植旅游这样的现象有潜力威胁人权和构成对穷人的剥削，造成意外的健康问题和医疗不平等，最终对人类健康造成伤害。因此世界卫生组织号召成员国禁止有偿器官移植和保护弱势群体以避免受器官移植旅游和器官交易伤害。但是在禁止对器官移植的补偿的大环境下，提供其他形式的服务，例如提高对器官捐赠者的健康服务水平的计划也受到重重阻碍。
不论器官移植是不是生命的礼物，在发展中国家，这可能不是完全自愿的。对器官捐赠者的威胁利诱可以被认为是对弱势群体的剥削，违反世界人权宣言的第三条和第四条。例如在主要的器官移植国家的历史上，死刑犯的器官被用来研发新的移植技术，这是一个被生物伦理学家们谴责的措施，而被逐渐以国家性的器官捐赠系统替代。但是一个反对意见也同样有很多支持者，如果有效规范保证捐赠者完全了解捐赠后果，那么器官交易是一个两个成年人之间的共赢的交易，禁止这样的交易同样违反世界人权宣言的第三条和第二十九条。
器官盜賣和活摘器官也是器官移植的另一個問題，除了關於盜摘他人器官的傳聞外，也有傳聞指出，一些國家的政府可能系統性地參與強制活摘他人器官的行為，像例如有調查者指控說中國共產黨政府大規模系統性活體摘取良心犯的器官，供商業性移植給中國人或外國人謀利，被害者因此死亡，主要對象是遭關押的法轮功修煉者，以及部分其他宗教及少數民族團體成員，這些人士被關押在監獄或勞教所等场地；而中国政府強摘法輪功修煉者等良心犯器官的可能性，也使得歐盟通過歐洲理事會反對人體器官販運公約，並使得以色列、西班牙、台灣等陸續立法禁止到中國大陆器官移植旅遊。詳情可見器官摘除争议一文。
活摘器官的故事常常讓人難以相信，一些技術細節，如不施打麻藥活摘器官等，常常受人質疑；但不施打麻藥成功活摘器官等的真實案例存在，像根據奧斯維辛集中營倖存者Yitzhak Ganon的說法，他就曾在不被施予麻醉藥劑的狀況下，被集中營的軍醫約瑟夫·門格勒成功摘除一顆腎臟，因此不能單因為這些看似不可信的細節，而否認相關報導的真實性。
即使在已发展国家，也有人对增加器官源的热情可能超越对生存权的尊重。由于法定死亡中不可复生的标准无法被充分定义，而且可能被医疗技术进步轻易改变，这个问题被进一步复杂化了。在对生与死的界限的争议很多的情况下，也存在对于什么是适当的时间终止临终关怀护理而开始器官切取的讨论。
另外，也存在如何判定对死者的器官捐赠意愿的假定的争议。由于要求民众表示自愿捐献意愿的法律的效果并不好，实践中大多数国家有法律允许推定意愿，即默认所有公民都同意在死后捐赠器官，但是也允许家庭否决。关于推定意愿的主要争议是这侵犯了公民的自主决定权，以及推定意愿并不能显著增加器官源，因为找到通知家属需要时间，造成器官不能及时得到保存。
对于器官源是动物的场合争议较少，因为历史上实验动物被用来发展器官移植技术以延长人类的寿命，例如在人身上进行异种器官移植。但动物权利保护者也对他们看来是虐待动物的行为，例如在熊胆农场的器官切取，而一些宗教组织反对在人身上使用被他们看来是脏的动物器官。
人工器官源，例如从干细胞培育而来的器官是研究者希望在未来使用的一个来源。但是这样的研究也因为使用人类的胚胎幹細胞而受到谴责。

## 器官分配
器官捐赠者的短缺和等待器官病人列表的不断延长造成的社会问题也包括分配问题。在1994年，E. H. Kluge在他的论文中反对平均分配原则，认为对器官的需要无法控制的人应该优先，而选择造成器官衰竭的吸毒等生活方式的人的需要应该押后。对于理论上应该最大化移植造成的生命增加的器官匹配方式也有争议，因为不同的人对于他们的器官和与剩余的生命的评估不同.
实际上。器官银行经常以最大化收入的方式选择病人，而那些利他主义的机构经常没有足够的收入来支持对改进服务质量的技术研发和提供普遍的服务